# Acer cultratum
Acer cultratum é uma espécie de árvore do gênero Acer, pertencente à família Aceraceae.